# Formacja Horseshoe Canyon

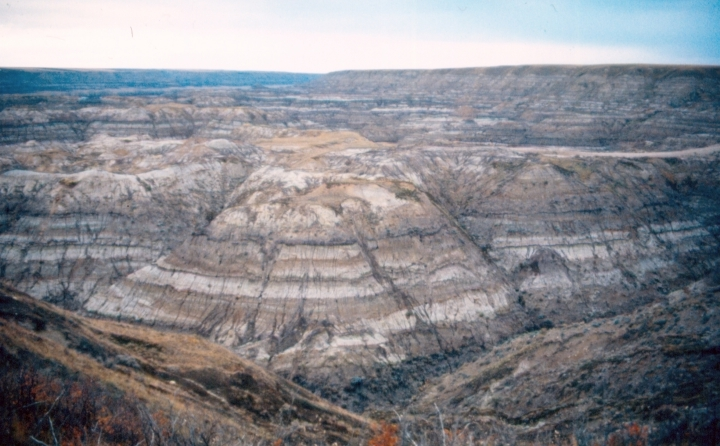
Lokalizacja typowa formacji Horseshoe Canyon – Horseshoe Canyon w okolicach Drumheller

Formacja Horseshoe Canyon – formacja geologiczna znajdująca się w kanadyjskiej prowincji Alberta, należąca do kredowej grupy Edmonton. Jej grubość wynosi około 290 m, co odpowiada około 7 mln lat. Eberth i Braman (2012) podzielili formację Horseshoe Canyon na siedem ogniw: Strathmore, Drumheller, Horsethief, Morrin, Tolman, Carbon i Whitemud. Jest ona najniżej położoną formacją grupy Edmonton, nad nią znajdują się formacje Battle i Scollard. Osady należące do formacji Horseshoe Canyon powstawały od późnego kampanu – wieku późnej kredy trwającego od 73 do 70 mln lat temu – do wczesnego mastrychtu. Przez pierwsze 2,5 miliona lat (okres ten obejmują warstwy ogniw Strathmore i Drumheller) były to obszary względnie stabilne pod względem tektonicznym i klimatycznym. Występowała tam wówczas pionowa agradacja i niewielka progradacja wybrzeży morskich. Kolejne 4,5 mln lat cechowały się bardziej zmiennym klimatem, częstsze były też zmiany w wulkanizmie, orogenezach, tempie wietrzenia skał i tworzenia gleb. Tereny formacji Horseshoe Canyon znajdowały się wówczas na około 58° paleoszerokości geograficznej. Tuż pod skałami formacji znajduje się Bearpaw Shale, morska formacja reprezentująca fragment Morza Środkowego Zachodu (Western Interior Seaway). Przesmyk zanikał w miarę ochładzania się klimatu i opadania poziomu mórz pod koniec kredy, odsłaniając tereny znajdujące się uprzednio pod wodą. Nie był to spokojny proces – kanał okresowo ponownie się pojawiał, zalewając region Horseshoe Canyon, zanim ostatecznie zanikł. Z powodu zmian poziomu mórz w formacji Horseshoe Canyon reprezentowanych jest wiele różnych środowisk, wliczając środowiska morskie i nadbrzeżne, takie jak laguny i estuaria. Węgle kopalne licznie występują na prehistorycznych torfowiskach. Ze względu na obecność lub brak węgli i architekturę stratygraficzną Larson i in. (2011) podzielili formację Horseshoe Canyon na pięć nieformalnych jednostek. Pierwsza z nich powstała w klimacie ciepłym i wilgotnym, jednostki 2–4 w klimacie chłodnym i suchym, a 5. w ciepłym i wilgotnym.
Większość skamieniałości kręgowców jest znajdowana w osadach naniesionych do delt i równin zalewowych w późniejszym okresie istnienia Horseshoe Canyon. Fauna formacji Horseshoe Canyon jest dobrze poznana. Z kręgowców licznie występują skamieniałości ryb, takich jak rekiny, płaszczki, amie, niszczuki oraz niszczukopodobny Aspidorhynchus. Spośród ssaków można znaleźć tam wieloguzkowce i torbacza dydelfodona. Słonowodny plezjozaur Leurospondylus został znaleziony w morskich osadach Horseshoe Canyon, podczas gdy słodkowodne ekosystemy zasiedlane były przez żółwie, champsozaury oraz krokodyle, takie jak Leidyosuchus i Stangerochampsa. Najliczniejsze były jednak dinozaury, zwłaszcza stanowiące ponad połowę wszystkich przedstawicieli tej grupy gadów na tym terenie hadrozaury, głównie z rodzajów Edmontosaurus, Saurolophus i Hypacrosaurus. Ceratopsy i ornitomimozaury również były bardzo pospolite i łącznie stanowiły 1/3 tamtejszych dinozaurów. Wliczając znacznie rzadsze ankylozaury i pachycefalozaury, wszystkie one stanowiły potencjalne ofiary różnych grup dinozaurów drapieżnych, takich jak troodonty, dromeozaury i cenagnaty. Dominującymi drapieżnikami w tym środowisku były dorosłe albertozaury, podczas gdy młode osobniki stały nieco niżej w łańcuchu pokarmowym.